# Московія — велике князівство (мапа)
Московія, найпросторіше велике князівство. Опис із місцевостями автора Антонія Дженкінсона. (лат. Moscoviae maximi amplissimi qve dvcatvs. Autore Anthonio Jankinfono Angolo.) — карта Московії створена Ґерардом де Йоде. Карта є однією з двох відомих перепрацювань першодрукованої карти англійського мандрівника А.Дженкінсона, датованої 1562 роком.

## Історія
Також окрім Ґерарда де Йоде карту А.Дженкінсона перепрацював і друкував у своїх атласах А.Ортелій.
Віднайдений у 1987 році оригінал карти дав можливість дослідити пам'ятку і зіставити її з відомими переопрацьованими варіантами карти.
Переробка Ґерарда де Йоде, яка вперше з'явилась в атласі лат. «Speculum Orbis Terrarum» 1578 р., а пізніше перевидана його сином Корнеліусом де Йоде у атласі 1593 р. суттєво відрізняється від оригіналу. Карта охоплює значно меншу територію, представляючи тільки північно-західну частину оригінальної карти. На карті Ґ. де Йоде відсутні пояснювальні тексти і батальні сцени, якими багата карта Дженкінсона що містить 27 текстів.

## Опис
Заголовок карти розташовано у лівому верхньому куті, у прямокутному стилізованому картуші. Карта має дволінійну рамку зі стилізованим орнаментом. Сторони світу підписано на полі карти: лат. «Septentrio», лат. «Meridies», лат. «Occidens», лат. «Oriens». Під картушем із заголовком — шкала лінійного масшатбу. На Лівобережжі сьогоднішньої Україні між Дніпром і Азовським морем — зображення постатей двох татар з ведмедем, вище — малюнки оленів, вовків, на Північному Кавказі намальовано дві кибитки, запряжені верблюдами з погоничем. У правому верхньому куті, між річкаи Печорою і Об'ю — малюнок «Золотої Баби». Карта разом із картою Лівонії (лат. «Livinie provincia ac eius») відбита з однієї плити.
Карта охоплює територію від Білого моря на півночі, до дельти Волги і гирла Дніпра на півдні, від Києва на заході до витоку Ками на сході.

## Українські землі
Землі України представлені Подніпров'ям і Приазов'ям (без назв), на цій території позначені річки Дніпро (лат. Boristine uel Neper flu.,лат. Boristine flu.), Десна (лат. Desna fluvius), Сож (лат. Solf fluvius), міста Київ (лат. Kiou), Стародуб (лат. Stara dowbe)
Приазов'я помилково назване Кримом (лат. Crimea), вздовж всієї території розміщено підпис лат. «Livania Pars».